# Brocado

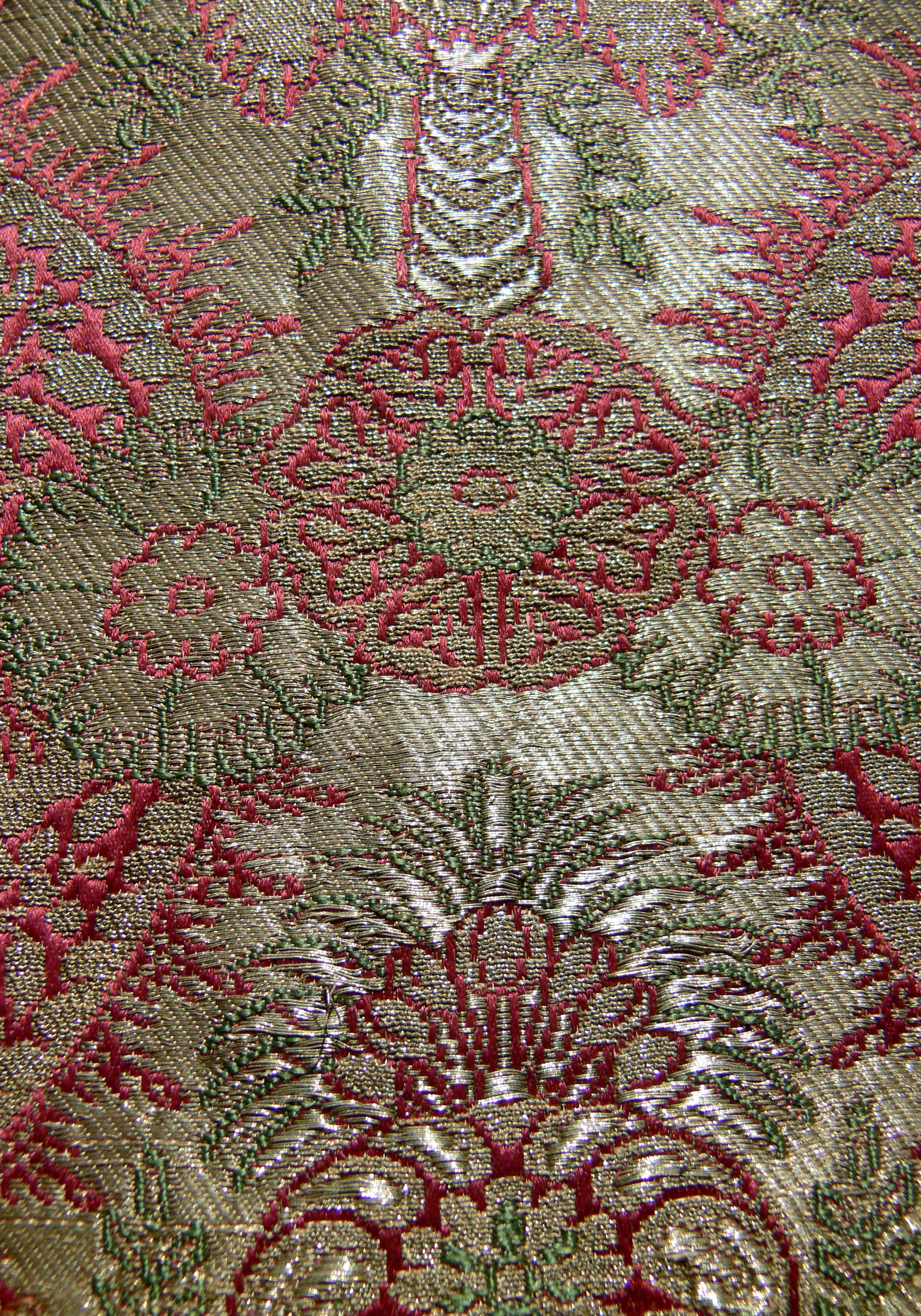
Detalle de un brocado fabricado en Lyon en 1727.

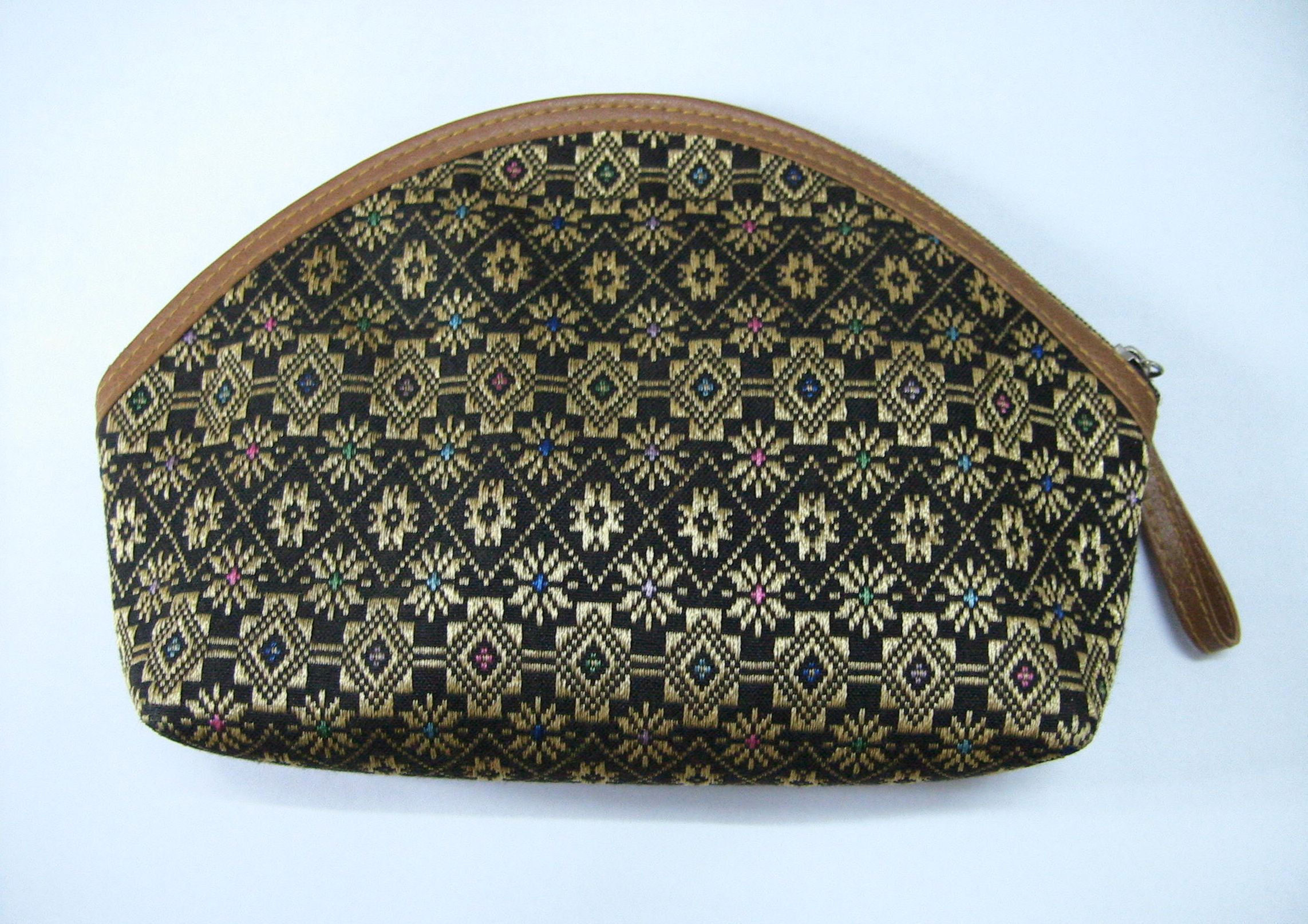
Monedero de brocado.

Se llama brocado (en italiano, broccato) —en el pasado, conocido también como brocar— a un tejido de lujo, muy cargado, de seda hecho con varias tramas; el fondo, o trama base, es de punto asargado; la trama superpuesta es la que adorna y proporciona un efecto de lujo ya que suele estar tejida con hilo de oro o plata. Da la sensación de que está bordado, pero el efecto se debe a la trama superpuesta.
Los dibujos son de raso de ocho lizos y suelen ser grandes para que produzcan buen efecto aplicados a toda clase de tapices y muebles. La circunstancia que distingue este tejido es el medio relieve que presenta el raso sobre el asargado del fondo siendo la clase más usada de solo dos colores, uno de la urdimbre y otro de la trama, si bien se fabrican también algunos pocos brocares con dos y tres colores de trama.
El brocado se ha utilizado en la confección de saris indios, vestimentas imperiales o litúrgicas. Sigue utilizándose en cortinas y otros elementos de decoración, tanto en el ámbito de la moda como para ocasiones especiales. Se fabrica en muy grande escala una imitación de este tejido conocida con el nombre de brocatel.

## Historia

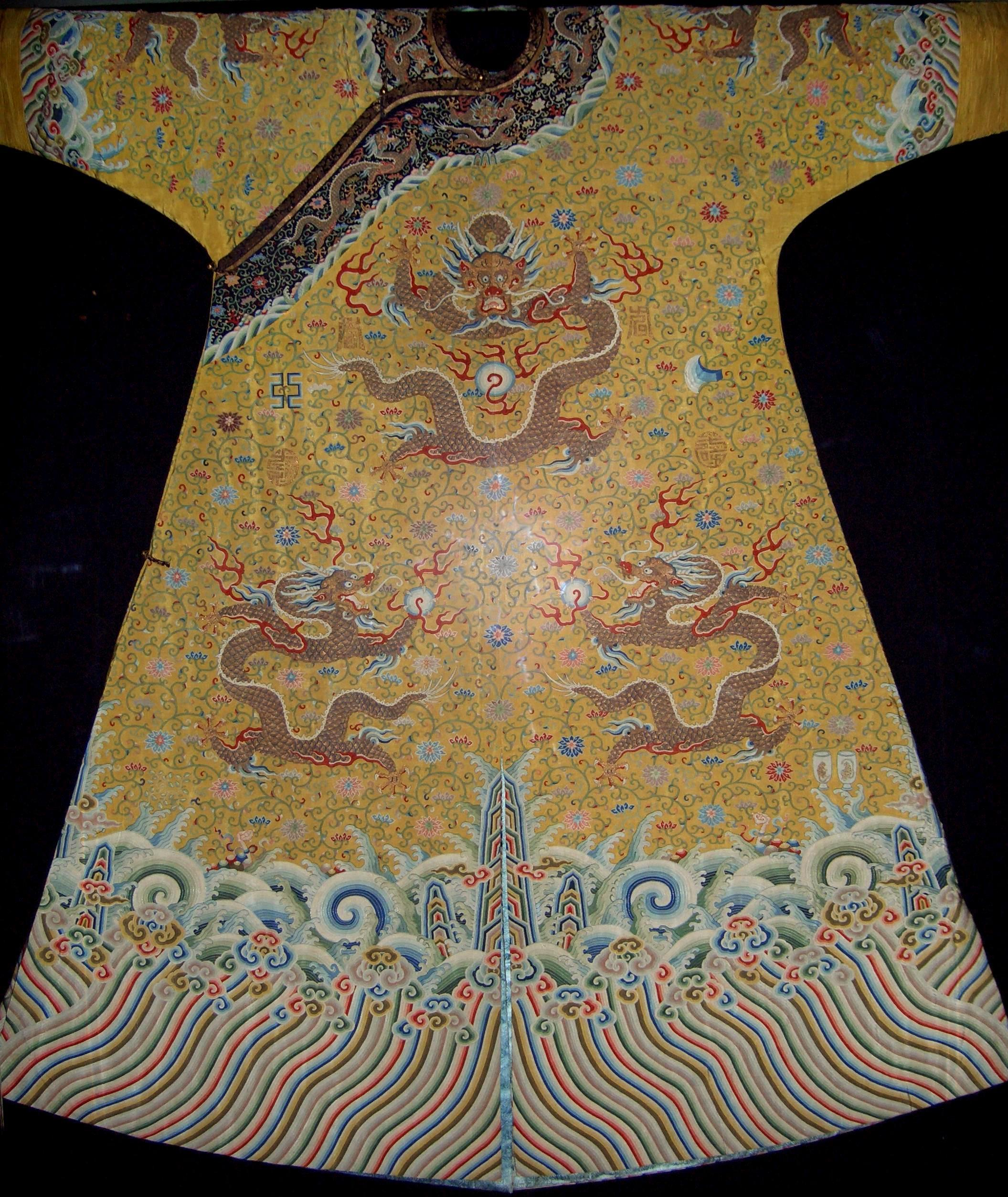
Vestimenta con dragón en brocado Yunjin del emperador Qianlong (1736-1796) en el Museo Grassi de Etnología de Leipzig.

Los primeros brocados se fabricaron en China, donde el secreto de la seda era cuidadosamente custodiado. Desde allí, se extendieron hacia Persia y Bizancio.
El desarrollo de la fabricación de brocados en Bizancio (años 800-1200) favorece la difusión en la Italia de los siglos XIV y XV, principalmente en Venecia, Florencia, Génova y Milán. En Europa, se considera desde el principio un tejido valioso tanto por estar confeccionado en seda como por la complejidad de su elaboración; es prácticamente exclusivo de la realeza, la nobleza y el clero.
Durante el siglo XVII, la producción italiana de brocado resulta limitada comparada con la demanda de la moda francesa del momento, lo que se conoce como la «civilización de la seda», que requiere tejidos más ligeros y más baratos. Francia toma el relevo de la fabricación de brocado en Lyon, Tours y Saint Maur.
Durante los siglos XVII y XVIII se intenta simplificar el proceso del tejido de brocado pero no se consigue hasta que apareció el telar de Jacquard en 1805. Este telar mecánico revoluciona el mundo de los tejidos y, en particular, de los brocados.